# ダフレト・ヌアジブ州
ダフレト・ヌアジブ州（ダフレト・ヌアジブしゅう、アラビア語: ولاية داخلت نواذيبو, ラテン文字転写: wilāyat dāxlet nwaḏību）は、モーリタニアを構成する12の州の一つ。

## 隣接行政区画
- ダフラ＝オウィド・エッ＝ダハブ地方、または、 アルセード地方
- アドラル州
- インシリ州

## 下位行政区画
- ヌアジブ県（英語版） (Nouadhibou Department)